# 民族多元主義
民族多元主義（独: Ethnopluralismus）は新右翼のイデオロギーのひとつで、「民族（独: Ethnie）」に国家や社会の文化的「純潔化（Reinhaltung）」を求める思想で、人種や民族、文化などが地域ごとに分かれている状態を正当化している。民族多元主義は、生物学主義者のように血統に基づいてではなく、ある「文化」への帰属に基づいて民族を定義している。「外部」とみなされた社会から影響を受けることは、「固有のアイデンティティ」の危機と考えられる。外国人嫌悪は自然な反応であり、国家社会主義のジェノサイドにつながる生存圏のような概念を使う代わりに、「民族の先祖領域」という表現を使っている。
この概念は、ヘニング・アイヒベルクが1973年に極右の議論に用いたギリシア・ラテン語系の造語である。彼がこの概念で考えていたのは、人種の文化的差異を国内の現行法で保持すべきという要求であった。

## イデオロギー
社会科学者のクルト・レンクとシュテファン・ボルマンの見解によると、様々な民族の「文化的アイデンティティ」の保障という要求の背後には、社会進化論的な見方と、人種という概念は意識的に避けられているものの、はっきりと「近代化した」人種差別が隠されている。。「人種」という言葉は、今日ではたいていはネガティブな意味が含まれているので、しばしば「文化」や「民族（Ethnie）」、「人民（Volk）」、「国民（Nation）」という言葉で置き換えられている。人種という概念のうちで本来考えるべき、他者を排除したり軽視する行為について焦点を当てないまま、人種という概念の仕様を放棄するため、人種なき人種差別と呼ばれることもある。
「古典的」人種差別とは違って、民族多元主義はある民族の優位性を主張することはないものの、たいていの場合はそれにも関わらず、ヨーロッパ民族の世界における優勢に基づいて権利を主張している。本質的にはあらゆる「民族」は、自分の文化的・民族的アイデンティティを要求する権利が与えられるべきであるが、もちろん「自分たちの場所」だけでそうするべきというのである。
移民は文化を脅威にさらすと考えられているため、民族多元主義者たちは、移動が引き起こす不利益だけに焦点を当てている。グローバル化した世界でも、諸民族の分離が優先されるべきであるとしている。
1980年の連邦議会選挙戦でのドイツ国家民主党（NPD）のスローガン（「外国人ストップ―ドイツはドイツ人に」）、フランツ・シェーンフーバーの共和党が1980年代初頭に用いたスローガン（「ドイツはドイツ人に、トルコはトルコ人に」）に、知的に重要な意味を与えたものが民族多元主義であると考えられている。最終的には、民族多元主義は、アパルトヘイトをワールドワイドなシステムにしようとし、あらゆる混交は固有の集団を脅威に晒すと考える、世界規模のエスノセントリズムであると考えられている。
教育学者のヴィルヘルム・ハイトマイヤーは、様々な民族的起源をもつ人々に対して敵意をもった態度に対して、所属グループを対象にした人間敵視という概念を提示している。

## 歴史
歴史的な起源はすでにカール・シュミットに見られる。同等の権利を持った、（相対的に）それ自体で同質的な民族の多元体（Pluriversum）をシュミットは前提にしていた。1923年に『現代議会主義の精神史的地位』のなかで、シュミットは民主主義には内的な同質性と、場合によっては異質なものの排除が必要だと論じている。
民族多元主義の概念は、主にヘニング・アイヒベルクに起因する。彼は新右翼のかつての頭目のひとりであり、1970年代、民族革命的解放哲学に言及するなかで民族多元主義の概念を展開した。さらに有名な先駆者は、フランスの「新右翼（Nouvelle Droite）」知識人でありアラン・ド・ブノワであり、彼は、理論サークルGRECEで「ethno-différencialisme」の概念を形成した。アラン・ド・ブノワは、「あらゆる民族と文化は、固有の規範」を持ち、「あらゆる文化は、自己充足的な構造」を作り、あらゆる個人は、自分の「文化的」、「民族的」な所属性によって決まるとして民族多元主義を基礎づけた。ブノワは、人権とは普遍的妥当性のない西側思想を表現したものであると考えていた。ドイツの民族多元主義者で有名なのは、極右のトゥーレ・ゼミナールに属すピエール・クレープスである 。1980年のNPDの連邦議会選挙後に作られ、1982年に発表されたハイデルベルク・マニフェストが、民族多元主義の概念を世間に広めるうえでの重要な事件となった。このマニフェストは、メディアにセンセーションを引き起こし、過剰外国化に対してドイツの大学教授が訴えているということが問題であった。1989年の右翼系新聞ユンゲ・フライハイトの7-8月号では、「民族多元主義」の見出しがつき、そのシリーズは1991年12月号まで続き、1992年からは「ナショナリズム問題」という見出しに改称された。NPDは、2002年に発表した方針報告書で民族多元主義に言及している。
学術的な基礎づけのために、イレネウス・アイブル＝アイベスフェルトのような戦後の行動科学者の研究が引用された。彼自身も自分の考えを政治化している。アイベスフェルトによれば、「異質な人間」に対する不安感、あるい「外国人恐怖症」は、系統進化上、先行プログラム化されているが、しかし教育によっても影響を受けることがある。
明らかに外国人嫌悪は、人間の行動レパートリーのうちで重要な構成要素のひとつを形成している。それは系統進化上の適応として存在しているが、しかし教育によってもかなり調整することができる。……母親というのは、言うことを聞かない子供に向かって、知らない人に連れて行かれるよと脅し、見知らぬ人に対する不安を利用するものだ。このことは、外国人恐怖を裏付けている。しかし、このような嫌悪は、教育的に効果があるかどうかとは無関係に、先行的に設定されたプログラムに基づいて発展するのである
民族多元主義の代表者たちは、文化的な論証だけでなく、社会学から生物学主義であるとして却下されていた、民族の遺伝的な差異にも言及している。

## 受容
民族多元主義の概念は、人種や民族、文化などの分離を正当化する機能を持つだけでなく、極右がさらに理論形成を広げることを可能にしている。もし実際に様々な優劣のない文化が定理として存在しているというのなら、そこに属する道徳や法の考えもそれぞれ観察されなければならないだろう。人権はもはや普遍的なものではなく、あるマイノリティが発展させた構成物であり、他人に強制されたものである。
このような定理の批判者は、民族の定義が難しいと述べている。だから、ある民族のアイデンティティについて話すことはできない。別の批判者、特にカルチュラル・スタディーズの代表者は、文化は、異文化との交流によって発展してきたことを指摘している。例えばギリシア哲学は、沿岸地域で最も早く発達した。なぜなら、異文化との交流が極めて頻繁にあったからである。
民族多元主義との関連で、ホームランドへと黒人を隔離する南アフリカのアパルトヘイト政策、「分離しているが平等」というアメリカ合衆国南部の人種隔離政策との関係が取りざたされている。ゲーロ・フィッシャーは1998年に「文化多元主義がもたらしたのは結果として新しい世界秩序としてのアパルトヘイトである」と述べている。またミヒャエル・ミンケンベルクは「民族多元主義は外見上は多元主義的でリベラルであるに過ぎない。グローバルに地理的に民族を隔離することを要求する、ワールドワイドなアパルトヘイトである」と述べている。